# 雷利茲谷 (加利福尼亞州)
雷利茲谷（英語：Reliez Valley）是位於美國加利福尼亞州康特拉科斯塔縣的一個人口普查指定地區。

## 地理
雷利茲谷的座標為37°56′24″N 122°06′10″W / 37.94000°N 122.10278°W，而該地最高點為海拔高度91米（即299英尺）。

## 人口
根據2010年美國人口普查的數據，雷利茲谷的面積為6.120平方千米，當中陸地面積為6.120平方千米，而水域面積為0.000平方千米。當地共有人口3101人，而人口密度為每平方千米506人。